# 합천 해인사 홍제암
합천 해인사 홍제암(陜川 海印寺 弘濟庵)은 경상남도 합천군 가야면, 해인사에 있는 조선시대의 건축물이다. 2000년 9월 28일 대한민국의 보물 제1300호로 지정되었다.

## 개요
해인사에 속해 있는 암자로 임진왜란(1592)과 정유재란 때 승병장으로 큰 공을 세운 사명대사가 수도하다 세상을 떠난 곳이다. ‘홍제암’이라는 이름은 사명대사 입적 후 광해군이 내린 ‘자통홍제존자’라는 시호에서 따왔다. 광해군 6년(1614)에 혜구대사가 사명대사의 초상을 모시기 위해 건립하였으며, 1979년 10월에 해체·보수공사를 실시하였다.
법당과 생활공간의 기능을 겸한 인법당(因法堂) 형식의 건물 1동으로 되어 있으나 일반적인 인법당과는 달리 사명대사와 관련이 있는 여러 기능의 공간들이 한 곳에 모여있는 특이한 형태를 이루고 있다. 기본 평면은 工자형으로 가운데 법당을 중심으로 조사전, 영각, 홍각, 조실, 시자실 등이 있으며, 각각의 공간은 툇마루를 통해 모두 연결되고 있다.
경사진 대지를 이용하여 홍각과 지장전은 돌출된 누각형으로 만들고, 법당 및 다른 공간은 단층의 구조로 만드는 재미있는 공간 배치를 보여준다. 또한 지붕 처마를 받치기 위해 기둥 윗부분에 구성한 공포의 수법도 각 공간의 위계에 따라 달리 표현하였으며, 기둥과 기둥의 간격인 칸의 크기도 각 공간의 기능에 따라 각기 달리 하였다. 밖으로 노출된 기둥은 둥근기둥을 사용하고 안에 있는 기둥은 사각기둥으로 처리한 점도 특이하다.
《합천 해인사 홍제암 사명대사탑 및 석장비》 (보물 제1301호)와 영정이 모셔져 있는 홍제암은 여러 기능의 공간이 하나의 건물 안에 모여있는 특이한 형태의 암자로, 각 공간의 위계와 기능에 따라 건물구조나 양식의 수법을 여러 형태로 표현하고 있어 역사적 의의 뿐만 아니라 건축적인 가치가 크다.

## 같이 보기
- 해인사
- 합천 해인사 홍제암 사명대사탑 및 석장비 (보물 제1301호)

## 참고 자료
- 합천 해인사 홍제암 - 국가유산청 국가유산포털